# Odostomia canaliculata
Odostomia canaliculata är en snäckart som beskrevs av C. B. Adams 1850. Odostomia canaliculata ingår i släktet Odostomia och familjen Pyramidellidae. Inga underarter finns listade i Catalogue of Life.